# Lodewijk Caspar Valckenaer
Lodewijk Caspar Valckenaer (født 7. juni 1715 i Leeuwarden, død 15. marts 1785 i Leiden) var en nederlandsk filolog.
Valckenaer virkede siden 1766 som professor ved Leidens Universitet. Han virkede især som filologisk kritiker og udgav blandt andet tragedier af Euripides, Falaris' breve og de græske Bukolikeres digte. Desuden skrev han Diatribe in Euripidis perditorium dramatum reliquias (1768). Efter Valckenaers død udkom hans Opuscula philologica, critica, oratoria (2 bind, 1808—09) og Selecta ex scholis Valckenarii (2 bind, 1815—17).